# Bovpropel
 Der er for få eller ingen kildehenvisninger i denne artikel, hvilket er et problem. Du kan hjælpe ved at angive troværdige kilder til de påstande, som fremføres i artiklen.

En bovpropel er et tværgående fremdrivningssystem indbygget eller monteret på et skibs bov for at forbedre skibets manøvredygtighed. En bovpropel gør det nemmere for et skib at lægge til kaj da de gør kaptajnen i stand til at dreje skibet til bagbord eller styrbord uden at benytte skibets hovedmotorer, som kræver en vis styrefart for at være effektive. En hækpropel benyttes til samme formål, men er placeret nær skibets agterende.

## Tunnelpropel
Større skibe har ofte en eller flere tunneler bygget ind i skibenes bov under vandlinjen. En impeller i tunnelen kan flytte større mængder vand enten den ene eller den anden vej igennem tunnelen og dermed dreje skibets stævn. De fleste bovpropeller er elektrisk drevet, andre er hydrauliske. Disse propeller er over et benævnt tunnelpropeller og kan hjælpe skibe til at lægge til kaj uden at skulle assisteres af en bugserbåd, og dermed spare udgifterne til disse. Et skib der er udrustet med en bovpropel er som regel udrustet med et tegn over vandlinjen over alle propeller på begge sider af skroget. Tegnet er universalt et stort hvidt kryds eller en rød cirkel.
Tunnelpropeller øger skibes vandmodstand, men dette kan afhjælpes ved at ændre skrogets udformning agten for tunnelen (se billedet). Skibene skal beskytte tunnelerne og impellerne mod skidt og andre urenheder der kan tilstoppe systemerne, enten ved hjælp af et beskyttelsesgitter eller periodisk rengøring.

## Eksternt monterede bovpropeller
Frem for at benytte en tunnelpropel, kan fartøjer på 10 til 30 meters længde med fordel installere en eksternt monteret bovpropel og dermed give skibe der enten rent designmæssigt eller æstetisk ikke er i stand til at installere en tunnelpropel. Som navnet antyder er en eksternt monteret bovpropel fastsat på ydersiden af skibets bov. En eksternt monteret bovpropel er som regel udstyret med en eller flere propeller drevet af elektromotorer der gør skibet i stand til at bevæge boven sideværts.

## Bovwaterjets
En bovwaterjet er et system der i princippet fungerer som om en normal bovpropel. En waterjet benytter dog en "pumpe" frem for en konventionel skrue og pumper vandet gennem tunnelen. Vandet bliver ført gennem specieldesignede dyser som øger hastigheden af den udgående vandstråle. Waterjets har generelt fordel ved at kunne give den samme ydelse med mindre maskineri og tunnel i skroget. Enkelte bovwaterjets kan drejes og således hjælpe med øget fremdrivning eller benyttes som en azimut.